# Садки (Тверская область)
Садки — деревня в Калязинском районе Тверской области. Входит в состав Нерльского сельского поселения.

## География
Находится в юго-восточной части Тверской области на расстоянии приблизительно 44 км на юг-юго-восток по прямой от районного центра города Калязин.

## История
Была отмечена на карте Менде (состояние местности на 1848 год). В 1859 году здесь (тогда деревня Калязинского уезда Тверской губернии) было учтено 12 дворов, в 1940 — 12.

## Население
Численность населения: 156 человек (1859 год), 35 (русские 97 %) в 2002 году, 30 в 2010.